# ناسوخ (کتاب)
ناسوخ داستانی ترکیبی از مکتب ادبی مدرنیسم سورئال از ایران در قرن ۱۴  اثر محمد رسولی، نویسندهٔ ایرانی است. ناسوخ متاثر از نوعی فلسفه‌ی تاریخی و با نگاهی رازآلود به اسطوره‌های ایران نوشته شده و در عین حال مسائل زمانه و روزگار حال حاضر را در نظر گرفته است. فیلم کوتاه ناسوخ برگرفته از این کتاب است.

## تأثیرناسوخدر سینما
اصغر عباسی سینماگر ایرانی ناسوخ را دست‌مایه آثار سینمایی خود قرار داده‌است.
فیلم کوتاه ناسوخ کاندیدای بخش «کتاب و سینما» در چهلمین جشنواره بین‌المللی فیلم کوتاه تهران شد.

## جوایز
- کاندیدای بخش کتاب و سینما در چهلمین جشنواره بین‌المللی فیلم کوتاه تهران
- برگزیده بخش فرهنگ کهن ایران باستان در هفتیمن دوره جشنواره قلم داران [۱۱][۱۲]